# Around the Bay Road Race

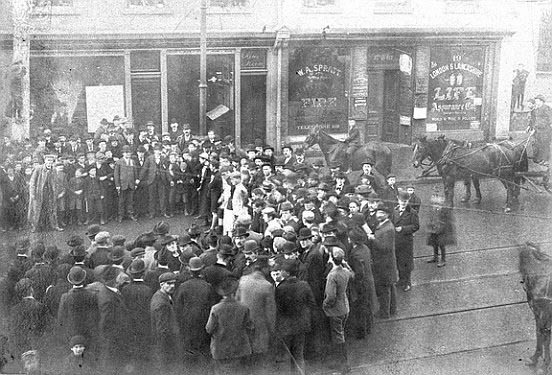
Start zum ersten Lauf
25. Dezember 1894

Das Around the Bay Road Race ist der älteste noch heute veranstaltete Straßenlauf in Nordamerika und damit weltweit einer der ersten Straßenläufe, der nach den noch heute geltenden Wettkampfbestimmungen ausgetragen wurde. Veranstaltungsort ist die kanadische Stadt Hamilton in der Provinz Ontario am Eriesee (Lake Erie). Der erste Lauf fand am Weihnachtstag (25. Dezember) 1894 statt.
Sport wurde von der Bevölkerung seinerzeit fast ausschließlich als Gegenstand der allgemeinen Wettleidenschaft angesehen. Also organisierte und finanzierte die örtliche Zeitung, Hamilton Herald Newspaper, und der Besitzer eines Zigarettenladens, Billy Carroll, einen Wettkampf, bei dem die besten Läufer der Umgebung gegeneinander antreten sollten. Man beabsichtigte jedoch, die Läufer über eine weit größere Distanz als nur die üblichen Runden auf einer Laufbahn zu schicken und suchte deshalb eine Strecke aus, die entlang der Hamilton Bay am Lake Erie führte und damit dem Lauf seinen Namen gab. Der Marathonlauf war zu jener Zeit noch nicht entstanden und so gab es auch keine vorgeschriebene Länge für einen Langstreckenlauf. Der erste Lauf war exakt 19 Meilen 168 Yards (30,73 km) lang. Der Sieger hieß Billy Marshall mit einer Zeit von 2:14 Stunden (wobei die Sekunden nicht gestoppt wurden).
Der Lauf wurde schnell bekannt und Hamilton entwickelte sich zum Beginn des 20. Jahrhunderts zur Hochburg des Langstreckenlaufs. Zwei Läufer aus Hamilton bestimmten in den Anfangsjahren das Geschehen, Jack Caffery, Sieger 1898 und 1900, der 1900 und 1901 auch den Boston-Marathon gewann, und William Sherring, Sieger 1899 und 1903, der Olympiasieger im Marathonlauf bei den Olympischen Spielen 1906 in Athen wurde.
Das Around the Bay Road Race wurde während des Ersten Weltkriegs in den Jahren 1917, 1918 und 1919 nicht ausgetragen und fand auch zur Zeit der Großen Depression (Great Depression) in den Jahren von 1925 bis 1935 nicht statt. Erstaunlich jedoch, dass man den Lauf während des gesamten Zweiten Weltkriegs veranstaltete. Eine Kuriosität gab es im Jahr 1962, als man den Lauf wegen Straßenbauarbeiten nicht ausrichten konnte. Seit 1963 wird der Lauf dauerhaft über die Distanz von 30 km ausgetragen. Nur 1970 hatte man die Strecke auf die offizielle Marathonlänge von 42,195 km verlängert, da man die Veranstaltung als Ausscheidungslauf für die Teilnahme an den Commonwealth Games nutzte. Seit 1975 dürfen auch Frauen an dem Lauf teilnehmen, eine offizielle Wertung für die Frauen wurde jedoch erst 1979 eingeführt.
Die Teilnehmerzahl für die gesamte Veranstaltung, die neben dem 30-km-Lauf auch einen 5-km-Lauf, sowie Staffelläufe für 2 und 3 Personen umfasst, ist aus Sicherheitsgründen auf knapp 8.000 beschränkt. Den Streckenrekord über 30 km hält bei den Männern Alene Reta mit 1:32:22 Stunden (2010) bei den Frauen hielt lange Zeit die russischstämmige Kanadierin Lioudmila Kortchaguina mit 1:46:15 Stunden (2002) den Rekord bis Lanni Marchant ihr den Rekord im Jahre 2013 mit einer Zeit von 1:44:40 Stunden abnahm.